# 爱国党 (危地马拉)
危地马拉爱国党（Patriotic Party或Patriot Party）或(Partido Patriota)  是危地马拉中间偏右至右翼的政党。2001年2月24日由退役将军奥托·佩雷斯·莫利纳（Otto Pérez Molina）创建。
2003年11月9日举行的危地马拉立法选举，爱国党作为全国大联盟政党联盟成员，赢得了24.3%的选票和47个席位。同一天联盟总统候选人奥斯卡·贝尔赫在总统选举中赢得了34.3%的选票。他在第二轮选举赢得了54.1%，当选危地马拉总统。
在2007年9月9日，爱国党在立法选举中赢得了15.91%的选票和30个国会席位。总统候选人奥托·佩雷斯·莫利纳将军在第二轮选举中以23.5%的选票败于全国希望联盟(UNE)的阿爾瓦羅·科洛姆。
2011年奥托·佩雷斯·莫利纳再次以爱国党总统候选人参加选举，他以36.01%的选票排在首位；在立法选举中，该党赢得了26.62%的选票和56个议会席位，超过任何其他党派。2011年11月6日，在第二轮选举中，莫利纳当选危地马拉总统。